# Brckovljani
Brckovljani su općina u Hrvatskoj. Nalaze se u Zagrebačkoj županiji.

## Zemljopis
Općina Brckovljani smještena je u istočnom dijelu Zagrebačke županije, udaljena oko 20 kilometara od Zagreba. Omeđena je sa zapadne strane rijekom Zelinom (područjem Grada Dugo Selo), s istočne strane rijekom Lonjom, s južne strane područjem Ivanić-Grada te sa sjeverne strane područjem grada Sveti Ivan Zelina. Općinu na dva dijela dijeli državna cesta Zagreb-Bjelovar, kao i željeznička pruga Zagreb-Koprivnica.
Područje općine prostire se na površini od 71,1 km2.

## Stanovništvo
Prema popisu stanovništva iz 2001. godine, općina Brckovljani imala je 6816 stanovnika, raspoređenih u 14 naselja:
- Božjakovina – 216
- Brckovljani – 1243 (administrativno sjedište općine)
- Donje Dvorišće (sada u sastavu Dugog Sela) – 141
- Gornja Greda – 586
- Gornje Dvorišće – 335
- Gračec – 997
- Hrebinec – 237
- Kusanovec – 53
- Lupoglav – 1064
- Prečec – 224
- Prikraj – 590
- Stančić – 738
- Štakorovec – 281
- Tedrovec – 111

### Nacionalni sastav, 2001.
- Hrvati – 6257 (91,80 %)
- Srbi – 36 (0,53 %)
- Makedonci – 8 (0,12 %)
- Albanci – 5 (0,07 %)
- Česi – 5 (0,07 %)
- Bošnjaci – 3
- Mađari – 3
- Rusi – 3
- Slovaci – 3
- Nijemci – 2
- Slovenci – 1
- Ukrajinci – 1
- ostali – 13 (0,19 %)
- neopredijeljeni – 30 (0,44 %)
- nepoznato – 446 (6,54 %)

| broj stanovnika | 3262  | 3450  | 3704  | 4201  | 4564  | 4748  | 4621  | 4372  | 4195  | 4178  | 4524  | 4393  | 4351  | 4802  | 6816  | 6837  | 5876  |
|                 | 1857. | 1869. | 1880. | 1890. | 1900. | 1910. | 1921. | 1931. | 1948. | 1953. | 1961. | 1971. | 1981. | 1991. | 2001. | 2011. | 2021. |

| broj stanovnika | 185   | 229   | 255   | 308   | 344   | 357   | 336   | 319   | 291   | 304   | 344   | 309   | 494   | 696   | 1243  | 1542  | 1368  |
|                 | 1857. | 1869. | 1880. | 1890. | 1900. | 1910. | 1921. | 1931. | 1948. | 1953. | 1961. | 1971. | 1981. | 1991. | 2001. | 2011. | 2021. |

## Uprava
Načelnik općine je Tihomir Đuras. Općinsko vijeće sastoji se od 13 članova, a na njegovu čelu je Stjepan Vinojčić.

## Povijest
Općina Brckovljani je od 1850. godine u sastavu kotara Dugo Selo. Ukidanjem kotara, 60-ih godina prošlog stoljeća Brckovljani ostaju u sastavu općine Dugo Selo. Od 1993. godine je samostalna općina.

## Gospodarstvo
Veći dio stanovništva zaposlen je u Zagrebu.

## Poznate osobe
- Toma Zdelarić – iz Lupoglava, hrv. isusovac, osnivač filozofskoga studija u Vilni i prvi profesor na tom učilištu
- Dominik Kuzmanović – hrvatski rukometni vratar, igrač reprezentacije

## Spomenici i znamenitosti
- Zgrada stare škole
- Kapela Pohođenja Marijinog
- Crkva sv. Brcka

## Obrazovanje
Na području općine Brckovljani djeluju dvije osnovne škole, od kojih je jedna u Božjakovini, a druga u Lupoglavu.

## Šport
- Vision paintball zabavni park
- karate klub "Brckovljani"
- nogometni klub "Brcko"
- rukometni klub "Polet"
- lovačka društvo "Sokol" i "Srna"
- športska ribička udruga "Klen".

## Vanjske poveznice
- Službene stranice Općine Brckovljani
- Dugoselska kronika